# Diplacrum caricinum
Diplacrum caricinum är en halvgräsart som beskrevs av Robert Brown. Diplacrum caricinum ingår i släktet Diplacrum och familjen halvgräs. IUCN kategoriserar arten globalt som livskraftig. Inga underarter finns listade i Catalogue of Life.